# Anissimovka (kraï du Primorié)
Anissimovka (en russe : Анисимовка), est un village du kraï du Primorié en Extrême-Orient russe. Il se trouve dans le raïon de Chkotovo, dans le sud-est du Primorié, et sa population s'élevait à 715 habitants au recensement de 2010.

## Géographie
La localité est située dans le kraï du Primorié, un sujet de l'Extrême-Orient de la Russie, en Mandchourie-Extérieure, autrefois chinoise (avant 1860), et se trouve dans le district fédéral Extrême-Oriental. Elle est l'une des 21 localités du raïon de Chkotovo, un raïon du sud-est du kraï. Son centre administratif est la commune urbaine de Smolianinovo. La région est à l'extrémité méridionale des montagnes du Sikhote-Aline.
Anissimovka, comme tout le kraï du Primorié, est située dans le fuseau horaire MSK+7 (heure de Vladivostok). Le décalage horaire appliqué par rapport au temps universel coordonné est +10:00.
De décembre 2004 à janvier 2023, Anissimovka faisait partie de l'établissement rural de Novonéjine,.

## Histoire
La localité a été fondée en 1901.

## Démographie
Recensements (*) et estimations de la population,:
| 1939* | 2002 * | 2010* | - |
| ----- | ------ | ----- | - |
| 1 831 | 810    | 715   | - |

En 2002, sur les 810 habitants, il y avait 94 % de Russes.